# غريغوريوس الثالث عشر

## سيرته الذاتية في وقت مبكر

### الشباب
ولد في مدينة بولونيا، حيث درس القانون وتخرج في 1530. وبعد ذلك علم الفقه لبضع سنوات؛ وشمل طلابه عددا من الشخصيات البارزة مثل اليساندرو فارنيس، ريجنالد القطب وتشارلز بورروميو.

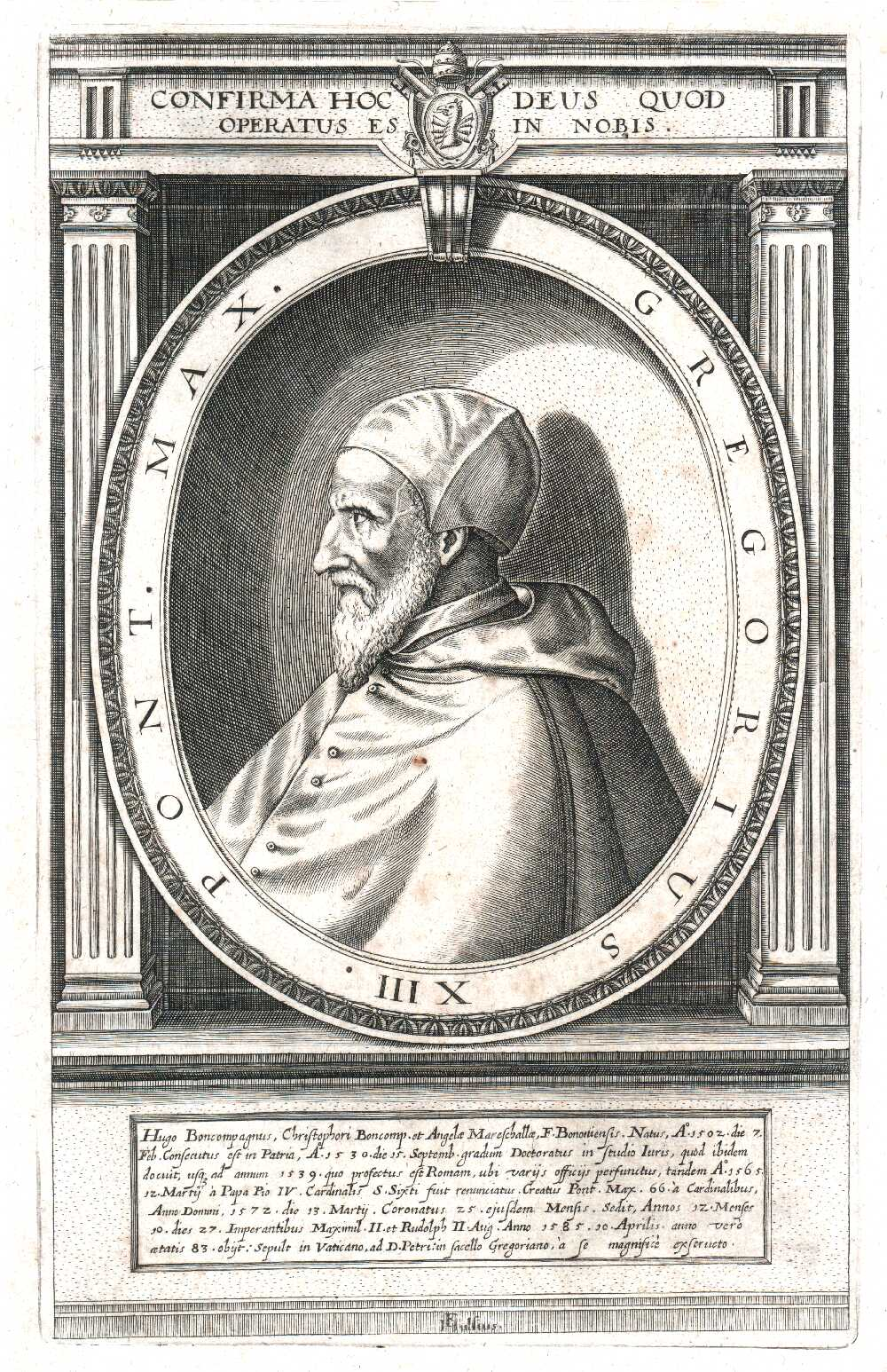
غريغوري الثالث عشر

### سيرته الوظيفية ما قبل البابوية
في سن الست وثلاثين استدعي إلى روما من قبل البابا بولس الثالث (1534-1549)، في إطار سلسلة من تعيينات متتالية كلف خلالها بمنصب أول قاض من رأس المال، مختصر، ونائب المستشار للكامبانيا؛ من قبل البابا بولس الرابع (1555-1559)، وعُيِّن بمنصب داتاريوس في جناح الكاردينال كارافا؛ ومن قبل البابا بيوس الرابع (1559-1565) تم تعيينه الكاردينال كاهن وأرسل إلى مجلس ترينت.
واحتل أيضا منصب مندوب للملك الإسباني فيليب الثاني (1556-1598)، حيث أرسله البابا للتحقيق مع الكاردينال توليدو. ومن هنا شكل علاقة وثيقة ودائمة مع الملك الأسباني الأمر الذي كان مهما جدا خلال تفويضاته السياسية الخارجية.
عند وفاة البابا بيوس الخامس (1566-1572)، حصل الاجتماع السري اختير الكاردينال بونكومباني، المكنى باسم غريغوريوس الثالث عشر، مع تقديرهم الكبير لإصلاحات البابا غريغوري الأول (590-604)، الملقب بالكبير. وكان الاجتماع السري وجيزًا جدًا، حيث كانت مدته أقل من 24 ساعة، يفترض العديد من المؤرخين أن ذلك كان بسبب تأثير ودعم الملك الإسباني. كانت شخصيته في ذلك الوقت مثالية لتلبية احتياجات الكنيسة. وخلافا لبعض من سبقوه، قاد غريغوريوس الثالث عشر حياة شخصية لا عيب فيها، وأصبحت نموذجًا للبساطة في الحياة. وبالإضافة إلى ذلك، نباهته من الناحية القانونية وإدارة قدرات الذكاء يعني أنه كان قادرًا على الاستجابة والتعامل مع المشاكل الرئيسية التي تواجهه بشكل سريع وحاسم، وإن لم يكن دائمًا بنجاح.

## الإنجازات

شعار البابا غريغوريوس الثالث عشر

### إصلاح الكنيسة
بعد وصوله إلى منصب الرئاسة في سان بطرس، لم يركّز غريغوريوس الثالث عشر على الاهتمامات العالمية، بل أصبحت هذه الاهتمامات ثانوية لديه وكرّس نفسه لإصلاح الكنيسة الكاثوليكية. نذر نفسه لوضع التوصيات موضع التنفيذ في مجلس ترينت. وقال أنه لا توجد استثناءات تسمح للكاردينالات والمطارنة بخرة القاعدة التي يجب أن تطبق، وعين لجنة لاستكمال فهرس الكتب المقدسة. بالإضافة إلى ذلك أصدر طبعة جديدة ومنقحة لمجموعة كوربوس جوريس كانونيسي كان ذلك أيضا بسبب قبوله الرعاية المعنية. في الوقت الذي كان له قدر كبير من تركيز السلطة، قام غريغوريوس الثالث عشر بإلغاء مجالس الكاردينالات، والاستعاضة عنها بالكليات، وتعيين المهام المحددة لهذه الكليات للعمل بها. وقيل أنه مشهور بتحقيق الاستقلال؛ مع وجود بضعة المستشارون الذين يقومون بتدخلات ليست دائما مرحبة ولا يسعون لتقديم المشورة. وظلت حينها سلطة البابوية في ازدياد، في حين أن نفوذ وسلطة الكاردينالات انخفضت انخفاضا كبيرًا.

### تهيئة رجال الدين والترويج للفنون والعلوم
جزء أساسي من إستراتيجية غريغوريوس الثالث عشر للإصلاح كان تطبيق توصيات ترينت. وكان راعي الليبرالية التي شكلت حديثا المجتمع المسيحي في كل أنحاء أوروبا، التي كان قد أسس لها الكثير من الكليات الجديدة. الكلية الرومانية لليسوعيين، نمت بصورة كبيرة تحت رعايته، وأصبحت أهم مركز للتعلم في أوروبا لفترة من الزمن، جامعة للامم الأوروبية. وتسمى حاليا الجامعة البابوية الغريغورية. أسّس البابا غريغوريوس الثالث عشر كذلك العديد من المدارس لتدريب الكهنة، بدءًا من الكلية الألمانية في روما، ووضع هذه المدارس في عهدة الكهنة.
في 1575 أسس مركز لتجميع المصلين، ومجتمع دون إعلان الولاء لجماعة من الكهنة، مكرسة للصلاة والوعظ (أسسها سان فيليبو نيري).

### التقويم الغريغوري

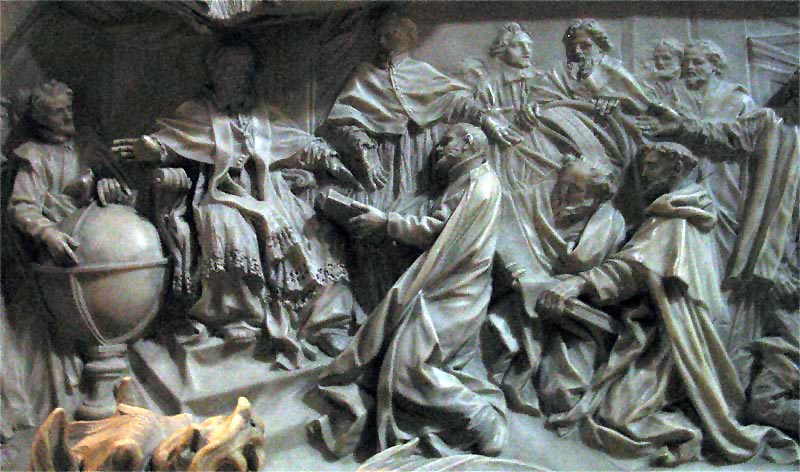
تفاصيل من قبر البابا غريغوري الثالث عشر يظهر الإحتفال ببداية الجدول الزمني الغريغوري

غريغوريوس الثالث عشر معروف في إصلاح التقويم وإصدار التقويم الغريغوري بمعونة من الكاهن الفلكي كريستوفر كلافيوس. الأسباب الموجبة للإصلاح هو أن متوسط طول السنة في التقويم اليولياني الذي كان متبعًا لحينه، أطول نسبيًا من السنة الفلكية، بحيث كان تاريخ الاعتدال الربيعي، أي اليوم الذي يتساوي فيه الليل والنهار، يقع في 10 آذار بدلًا من 21 آذار.
وكان ذلك بعد تصحيحه من قبل ملاحظات كلافيوس ويوهانز كيبلر، وتم تغيير الجدول الزمني عندما قال البابا غريغوري الثالث عشر أن اليوم التالي لـ 4 تشرين الأول، 1582 سيكون 15 تشرين الأول 1582. وأصدر البابوية بول بين غافيسيماس من أجل إصدار الجدول الزمني الجديد في 24 فبراير 1582. وفي 15 تشرين الأول 1582، حلّ هذا الجدول الزمني محل تقويم جوليان، الذي يستخدم منذ عام 45 قبل الميلاد، وأصبح استخدامه عالمي اليوم. ولشهرة الجدول الزمني الذي وضعه البابا غريغوريوس الثالث عشر، فقد سمي هذا الجدول الزمني بالغريغوري.
هذا التغيير في الجداول الزمنية عارضه بشدة الكثير من الناس، وخُشي أنه كان محاولة لخداع من جانب الملّاك لهم لسلب إيجار إسبوع ونصف. ومع ذلك، فإن البلدان الكاثوليكية من إسبانيا والبرتغال وبولندا وإيطاليا كانت قد التزمت. فرنسا وبعض الدول من جمهورية هولندا ومختلف الدول الكاثوليكية في ألمانيا وسويسرا (كان كلا البلدين منقسمان دينيًا)، وحذا حذوهم في غضون عام أو عامين المجر 1587.
ومع ذلك، فإن بقية أوروبا البروتيستانتية لم تحذُ حذوها لأكثر من قرن من الزمان. والدانمارك، وبقية دول الهولندية الجمهورية، آخر الدول البروتستانتية من الإمبراطورية الرومانية المقدسة واعتمد ذلك في 1700-1701 ميلادية. وبحلول ذلك الوقت، فإن الجدول الزمني الغريغوري تخلف عن الجدول الزمني لجوليان 11 يومًا. بريطانيا العظمى (أمريكا والمستعمرات) أخيرا حذا حذوهم في 1752، والأربعاء 2 سبتمبر 1752 كان يليه مباشرة يوم الخميس 14 سبتمبر 1752؛ كانوا من جانب آخر انضمت الدول البروتستانتية، والسويد إلى الجدول البروتستانتي، في 1 اذار / مارس 1753.
التقويم الغريغوري غير مقبول في المسيحية الشرقية لعدة مئات من السنين، وذلك فقط لأن الجدول الزمني مدني. التقويم الغريغوري تأسس في روسيا من قبل الشيوعيين في عام 1917، وآخر بلد أرثوذكسي شرقي لقبول الجدول الزمني اليونان في عام 1923.
وفي حين أن بعض الكنائس الأرثوذكسية الشرقية قد قبلت التقويم الغريغوري مواعيد «ثابتة» كالأعياد (الأعياد التي تحدث في نفس التاريخ من كل عام)، وتواريخ الأعياد من جميع الأموال المنقولة مثل عيد الفصح لا تزال تحسب في الكنائس الأرثوذكسية الشرقية بالرجوع إلى الجدول الزمني لجوليان.

### السياسة الخارجية

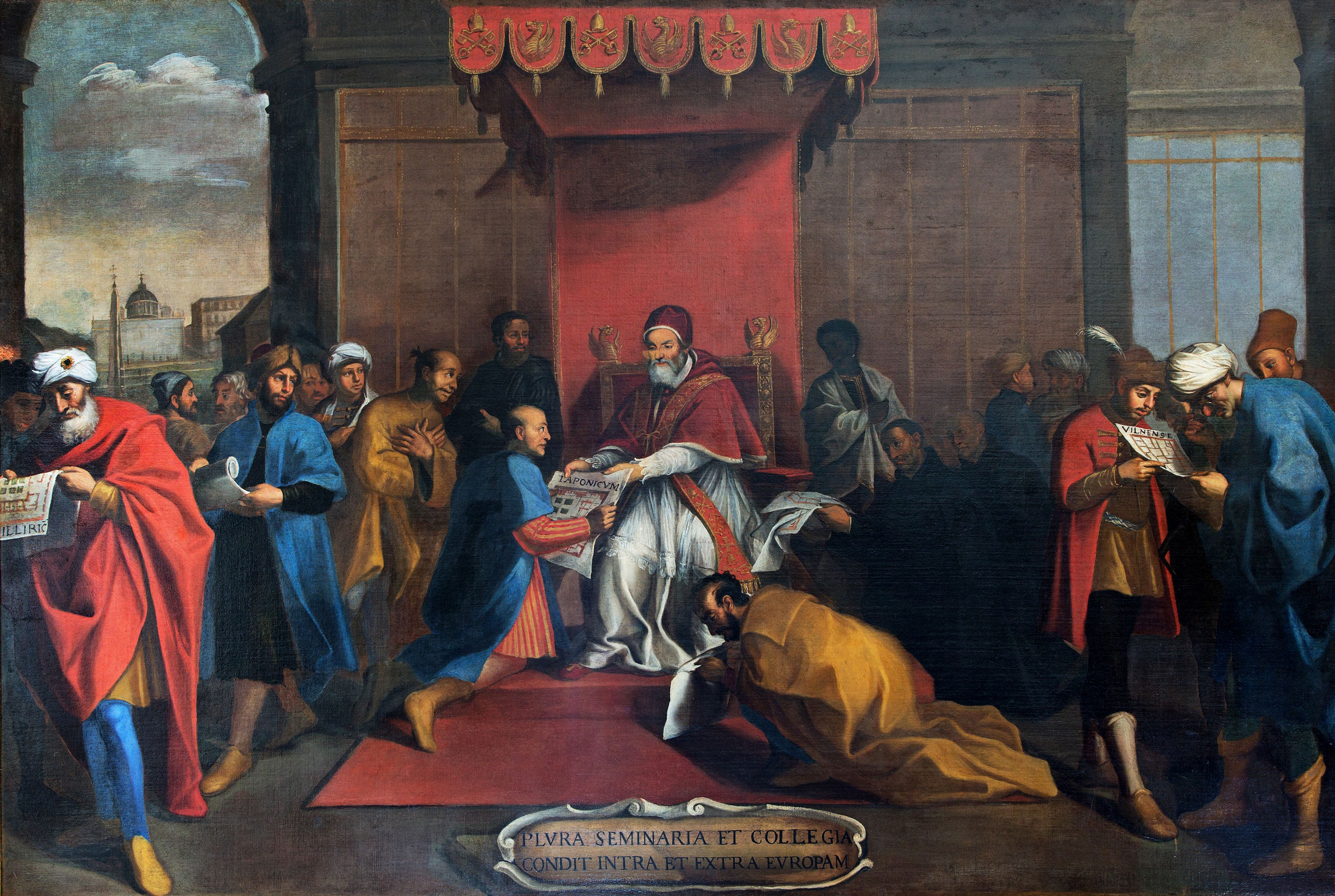
سفير اليابان الموفد للبابا غريغوري الثالث عشر عام 1585

على الرغم من أنه أعرب عن مخاوفه التقليدية من خطر الأتراك، إلا أن غريغوريوس الثالث عشر توجه باستمرار إلى التركيز على مخاطر البروتستانت.
وشجّع على خطط فيليب الثاني للانقلاب على ملكة إنكلترا اليزابيث الأولى (1558-1603) ومن ثم في تطوير جو من الفتنة والخطر الداهم بين البروتستانت، حيث كان أي كاثوليكي يعتبر خائنًا.
في 1578، إلى مزيد من خطط النفي الأيرلندية والإنكليزية والكاثوليك مثل نيكولاس ساندرز، الكاردينال وليام الن وفيتزموريس جيمس فيتزجيرالد، غريغوري أرسل المغامر توماس ستاكيلي ومع سفينة جيش من 800 رجل إلى أرض أيرلندا أملًا في وصول إليزابيث لإطاحة حكم الزعيم الكاثوليكي من خلال الزعيم السابق لحركة التمرد الأولى في ديزموند، فيتزموريس. انضمت قواته إلى قوات ستاكيلي الديزموندية مع قوات سبستيان الأول ملك البرتغال ضد الإمبراطور عبد الملك من المغرب بدلاً من ذلك. أبحرت بعثة بابوية أخرى لأيرلندا في 1579 مع مجرد 50 جنديًا تحت قيادة فيتزموريس، مصحوبة بساندرز بوصفه المندوب البابوي. بالنتيجة حركة ديزموند التمردية الثانية كانت فاشلة. حقق غريغوري أعظم نجاح في رعايته الكليات والمدارس التي كان قد أسسها على القارة الأيرلندية والإنكليزية، ضمن أمور أخرى. لم يكن للبابا غريغوري الثالث عشر بهنري، دوق ستار، وشقيقه، تشارلز، دوق مايين، لاغتيال إليزابيث الأول في 1582، وعلى الأرجح أنه لا يعلم أي شيء عن هذا الأمر مسبقًا.
مثلت مذبحة هاجينوت في فرنسا حرجًا للبابوية، رغم أنه من الشائع أن البابا كان يجهل طبيعة الأمر في ذلك الوقت، علما أنه كان أبلغ المسيحيين الفرنسيين بمحاولة الاستيلاء على الحكومة التي فشلت. ومن الملفت أنه احتفل بذكرى يوم المجزرة في سانت بارثولومو في 1572 مع تيدويم، ثلاثة النماذج الجصية التي تصف الأحداث التي وقعت موجودة في صالة ريجيا في الفاتيكان، وقد أثني الرسام جورجيو فاساري ومنح ميدالية تذكارية، مع صورة له وعلى الواجهة إنجيل، والسيف في يده وذكرت أسطورة أوغونوتوروم سترايجز «ذبح هاجينوت».

### البابوية الثقافية
في روما بنى غريغوري الثالث عشر مصلى في كاتدرائية القديس بطرس، ووسع قصر كويرينال عام 1580. كما حولت حمامات ديوكليتيان إلى السايلو عام 1575.
وادعى أن ابنه جياكومو غير شرعي، من مواليد لعشيقته من بلدة بولونيا قبل البابوية، حيث كان ساكن أو مالك القلعة سانت انجلو وجونفالونيا الكنيسة؛ مدينة البندقية، حريصة على الرجاء، وسجلوه من بين النبلاء. الملك فيليب الثاني الإسباني عينه في جيشه. غريغوري كذلك ساعد ابنه على أن يصبح عاملا قويا من خلال اقتناء دوقية لسورا، على الحدود بين الدولة البابوية ومملكة نابولي.
من أجل جمع الأموال اللازمة لأمور مماثلة، صودرت نسبة كبيرة من المنازل والممتلكات في جميع أنحاء الولايات الكنسية، وهو إجراء زاد من ميزانية الخزانة، في الواقع، لفترة من الزمن، ولكن من جانب آخر أدى إلى التفريط الكبير لطبقة النبلاء وطبقة البرجوازية، وإحياء مبدأ الطبقات القديم، إلى تكوين أنماط جديدة منها، وأدت في نهاية المطاف إلى ضم الدول المجاورة ما أدى إلى الفوضى. هذا هو الموقف من المسائل والخطوات التي تم القيام بها في وقت وفاة غريغوري الثالث عشر، الذي حدث في 10 أبريل 1585.